# Evžen Hadamczik
Evžen Hadamczik, né le 28 octobre 1939 à Dolní Benešov, Bohême-Moravie et mort le 19 septembre 1984 à Opava, est un footballeur tchécoslovaque, qui évoluait au poste d'attaquant. Il se reconvertit en entraîneur du début des années 1960 jusqu'à sa mort, en 1984.

## Biographie
Evžen Hadamczik fait ses débuts professionnels dans le club de Dukla Cheb, mais doit rapidement mettre un terme à sa carrière à cause d'une blessure, à l'âge de 22 ans.
Reconverti en entraîneur en 1963, il dirige le Spartak Dolní Benešov jusqu'en 1970 avant de prendre la tête de l'Ostroj Opava jusqu'en 1977. Il rejoint en 1978 le FC Baník Ostrava et rencontre le succès en devenant champion de Tchécoslovaquie. 
De 1982 à 1984, il entraîne l'équipe olympique de Tchécoslovaquie mais ses efforts sont réduits à néant après l'interdiction ordonnée par les communistes à se rendre aux Jeux olympiques d'été de 1984 à Los Angeles. 
Il entraîne la sélection nationale tchécoslovaque lors d'un match amical en 1984 contre l'Allemagne de l'Est (défaite 2 à 1). Quelques mois plus tard, malade, il met volontairement fin à ses jours à cause d'une surcharge de travail.

## Palmarès
- Champion de Tchécoslovaquie
  - Champion en 1980 et 1981 avec le FC Baník Ostrava

- Coupe de Tchécoslovaquie
  - Finaliste en 1979 avec le FC Baník Ostrava

## Vie privée
Son frère Alois Hadamczik est un joueur puis entraîneur de hockey sur glace.